# Santa Cruz de Tenerife
Santa Cruz de Tenerife je glavni grad istoimene španjolske provincije u sastavu autonomne zajednice Kanarski otoci, koja pak obuhvaća istoimeno otočje (Španjolska). Zajedno s Las Palmas de Gran Canaria, glavni je grad te autonomne zajednice. 

## Zemljopisni smještaj
Grad se nalazi na sjeveroistoku otoka Tenerife, na obalama Atlantskog oceana. 

## Stanovništvo
Grad ima 223.148 stanovnika, prema popisu iz 2006. godine.

## Atrakcije
- Auditorio de Tenerife
- Torres de Santa Cruz
- Plaza de España